# Hartmannsdorf (Sassonia)
Hartmannsdorf è un comune di 4 453 abitanti della Sassonia, in Germania.
Appartiene al circondario (Landkreis) della Sassonia centrale (targa FG).

## Geografia

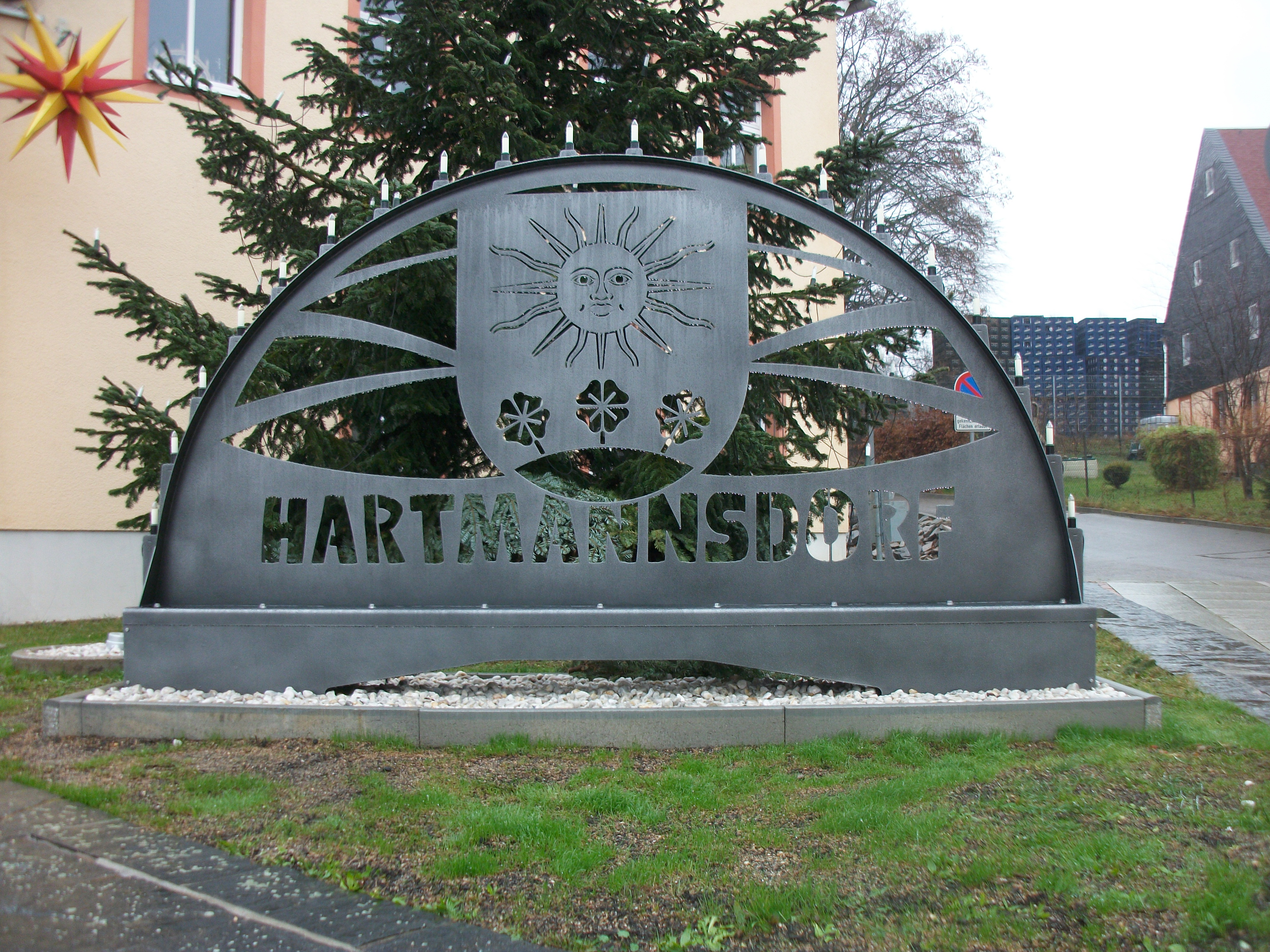
Monumento col nome all'ingresso del paese

Hartmannsdorf si trova nella regione collinare della Sassonia centrale, tra le pianure di Lipsia a nord ed il bacino dell'Erzgebirge a sud. L'abitato è posto su di un altopiano con fertili suoli argillosi utilizzati per l'agricoltura.

## Storia
Non si conosce la data esatta della fondazione della città di Hartmannsdorf, ma è probabile che essa sia sorta nella seconda metà del XII secolo. A quel tempo, infatti, alcuni coloni provenienti del Reno e della Franconia giunsero nella zona passando per la Turingia dove costruirono castelli e monasteri. Si ritiene che il borgo sia stato fondato da tale Hartmann, da cui il nome di Hartmannsdorf all'abitato. La prima menzione documentaria che cita espressamente il villaggio, ad ogni modo, è il 1346 quando esso rientra nel registro fiscale della diocesi di Meissen.
Per secoli oltre alla vita contadina, l'insediamento in loco di artigiani come fabbri, falegnami e mugnai fu il nucleo principale delle attività commerciali.
La posizione del villaggio sulla secolare via di collegamento tra Chemnitz e Lipsia portò effetti sia positivi che negativi all'abitato. L'intenso traffico di carri ed il passaggio di merci, aprì ai contadini del paese fonti di reddito alternativo come il commercio di cavalli da traino o di carri, ma nel contempo mise in seria difficoltà l'abitato durante i periodi di guerra. Durante la guerra dei trent'anni, infatti, Hartmannsdorf non solo fu saccheggiata, ma venne colpita anche dalla peste, come pure venne colpita nel corso della grande guerra del nord, nella seconda guerra di Slesia, nella guerra dei sette anni e anche durante la Battaglia di Lipsia.
Lo sviluppo industriale iniziò ad Hartmannsdorf, come nelle città circostanti, nel XVIII secolo, ma i primi stabilimenti industriali (in particolare per la produzione di guanti in tessuto) avvenne solo nel 1846. Parallelamente vennero aperte altre attività con impianti di tintura, candeggio e fissaggio dei colori. Nel 1870 venne infine fondata la sede della società Wirth. La popolazione triplicò in meno di cinquant'anni.
Nel 1872 il borgo venne illuminato a gas e nel 1905 giunse l'illuminazione elettrica, garantita dalla centrale di Oberlungwitz. Il 1906 vide l'apertura della prima linea di autobus tra Limbach e Mittweida, passando per Hartmannsdorf.

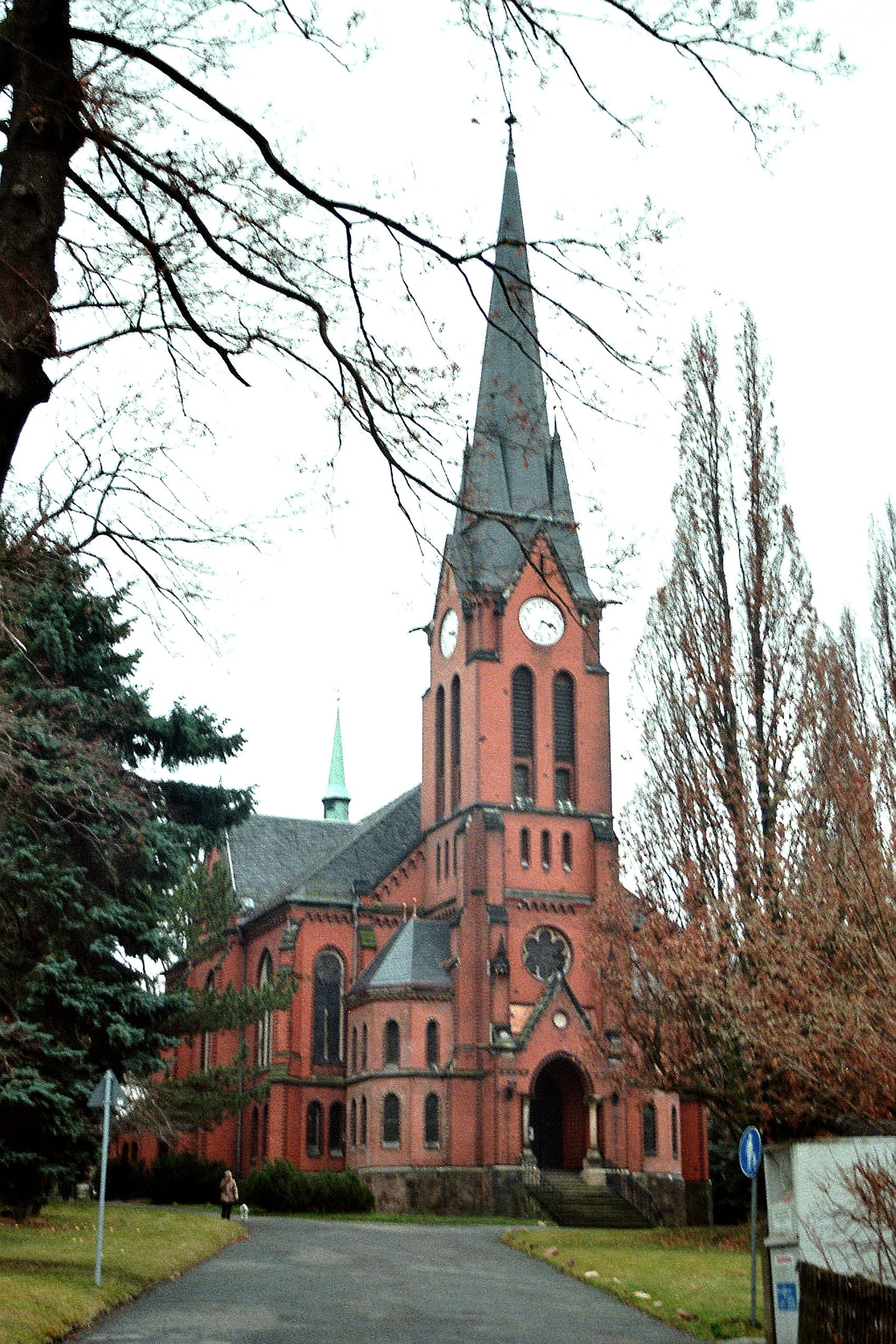
La chiesa evangelica di Hartmannsdorf

La prima guerra mondiale costò al villaggio 239 caduti.
Nel 1919 fu messo in funzione l'acquedotto per rifornire il paese di acqua potabile in loco. Nel 1927 iniziò la costruzione di un impianto di smaltimento delle acque reflue (Mannsbachschleuse). Nel 1931 iniziarono i lavori di sviluppo dell'insediamento di Goethe e nel 1932 fu fondato l'insediamento di Kühnhaide.
Oltre a numerose fabbriche, ad Hartmannsdorf esisteva una fitta rete di piccoli artigiani e commercianti. Nel 1929, ad esempio, nella rubrica comunale erano elencati 23 tra ristoranti e pasticcerie, tra i quali l'Hotel "Kronprinz" e il Gasthof "Stadt Chemnitz", 18 sarti, 14 fornai, 12 calzolai, 11 parrucchieri, 8 giardinieri, 7 macellerie, 30 negozi di alimentari (di cui 2 punti vendita al dettaglio), 7 negozi di sigari, sigarette e tabacchi, 6 negozi di automobili e biciclette, 4 negozi di cioccolato, 3 negozi di orologeria, 2 grossisti di olio e sapone, 2 negozi di filati e seta e 7 negozi di autotrasporti. Inoltre, c'erano 38 club e bar.
Durante la seconda guerra mondiale, la cittadina fu sede dello Stalag IV-F. Dal 1941 al 1945 da qui furono accolti circa 50.000 prigionieri di guerra condannati ai lavori forzati nella vicina fabbrica Alois Cerny & Sons KG per la fabbrica di armamenti. La città venne liberata dal giogo nazista il 14 aprile 1945 con l'ingresso delle truppe americane e un solo morto. A quella degli americani, seguì l'occupazione dell'Armata Rossa che perdurò sino al 1949. Hartmannsdorf patì 529 morti durante la seconda guerra mondiale e l'economia si fermò quasi completamente a causa dello smantellamento dei macchinari delle aziende più grandi.

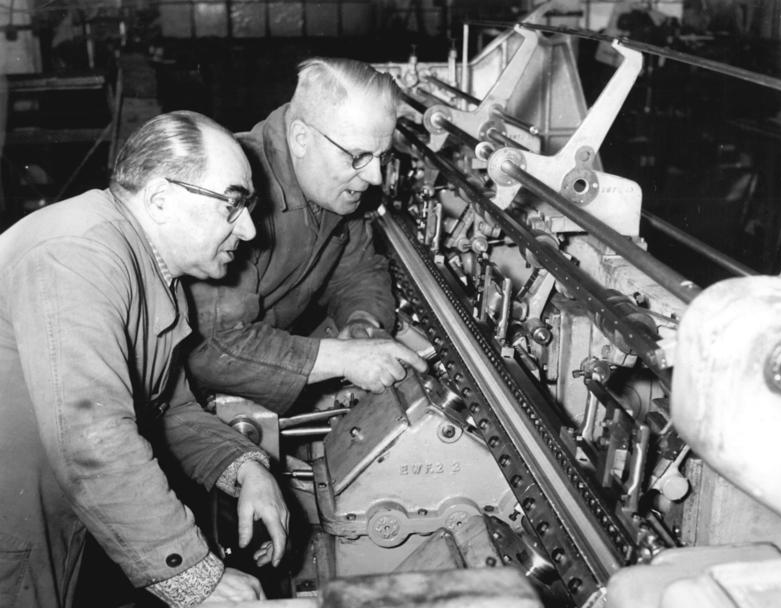
1957: ispezione su una macchina industriale. La ripresa economica dopo la fondazione della RDT nel 1949 fu lenta ma progressiva

Dopo la fondazione della RDT nel 1949, l'economia si riprese lentamente, cosa particolarmente evidente ad Hartmannsdorf dove ripresero vigore le aree tessili tradizionali, l'ingegneria meccanica e l'elettronica.
Nel 1965 il tetto della chiesa parrocchiale locale andò a fuoco e la ricostruzione richiese diversi anni.
Dopo la fine della RDT, il settore industriale iniziò ad entrare in crisi e tale rimase perlomeno sino al 1993 quando il consiglio comunale cittadino decise lo sviluppo di nuove aree commerciali per un totale di 65 ettari.

## Economia
Le officine Diamant di Hartmannsdorf sono la più antica fabbrica di biciclette di tutta la Germania. Dal 2004 la città è divenuta la sede europea della Trek Bicycle Corporation che ha acquisito la Diamant nel 2003.
In città è presente il birrificio "Brauhaus Hartmannsdorf", fondato nel 1887.

## Amministrazione

### Gemellaggi
Hartmannsdorf è gemellata con:
- Schönaich